# Théorème fondamental de la théorie de Galois
En mathématiques et plus précisément en algèbre commutative, le théorème fondamental de la théorie de Galois établit une correspondance entre les extensions intermédiaires d'une extension finie de corps et leurs groupes de Galois, dès lors que l'extension est galoisienne, c’est-à-dire séparable et normale.

## Énoncé du théorème
Soient L une extension galoisienne finie de K et G son groupe de Galois. Pour tout sous-groupe H de G, on note LH le sous-corps de L constitué des éléments fixés par chaque élément de H.
- L est une extension galoisienne de LH et H est le groupe de Galois associé.
- L'application qui à chaque H associe LH est une bijection de l'ensemble des sous-groupes de G dans l'ensemble des corps intermédiaires compris entre K et L.
- L'extension LH de K est galoisienne si et seulement si H est un sous-groupe normal de G. Alors, le groupe de Galois de cette extension est isomorphe au groupe quotient G/H.

Le cas général. Si on ne suppose plus l'extension finie, le groupe de Galois Gal(L/K), c'est-à-dire le groupe des K-automorphismes de L, est un groupe profini (limite projective de groupes finis), muni de la topologie profinie. Le théorème fondamental s'énonce comme suit :
Théorème — 
- Pour tout sous-groupe fermé H de Gal(L/K), l'ensemble des éléments invariants LH est une sous-extension de L.
- L'application qui à tout sous-groupe fermé H associe LH est une bijection de l'ensemble des sous-groupes fermés de Gal(L/K) dans l'ensemble des sous-extensions de L. De plus L est galoisienne sur LH de groupe de Galois H.
- L'extension  LH de K est galoisienne si et seulement si H est un sous-groupe distingué de Gal(L/K). Le groupe de Galois de LH sur K sera alors le groupe quotient  Gal(L/K)/H.
- L'extension LH/K est finie si et seulement si H est un sous-groupe ouvert.

## Démonstration

### Propositions démontrées dans d'autres articles
Les trois premières propositions ci-dessous sont démontrées dans le paragraphe « Théorème fondamental de la théorie de Galois » de l'article sur les extensions de Galois et la quatrième dans le paragraphe « Morphisme dans la clôture algébrique » de l'article sur les extensions séparables. La cinquième est immédiate.
1. (Lemme d'Artin) Soient L un corps, G un groupe fini d'automorphismes de L, d'ordre n et K le sous-corps des éléments fixés par tous les éléments de G. Alors L est une extension galoisienne de K, de degré n.
2. Si L est une extension galoisienne de K et si F est un corps intermédiaire ({\displaystyle K\subset F\subset L}), alors L est une extension galoisienne de F et Gal(L/F) est le sous-groupe de Gal(L/K) constitué des éléments qui laissent F invariant.
3. Si L est une extension galoisienne finie de K, alors le sous-corps des éléments de L fixés par tous les éléments de Gal(L/K) est réduit à K.
4. Si L est une extension finie séparable de F alors tout morphisme de F dans la clôture algébrique Ω se prolonge en un morphisme de L dans Ω.
5. Si L est une extension séparable de K et si F est un corps intermédiaire alors L est séparable sur F et F est séparable sur K.

### Démonstration de la première proposition
L est une extension galoisienne de LH et H est le groupe de Galois associé.
C'est une conséquence directe du lemme d'Artin (propriété 1 ci-dessus).

### Démonstration de la deuxième proposition
L'application qui à chaque H associe LH est une bijection de l'ensemble des sous-groupes de G dans l'ensemble des corps intermédiaires compris entre K et L.
D'après la proposition précédente, Gal(L/LH)=H. Inversement, pour tout corps intermédiaire F, L est galoisien sur F d'après la propriété 2 ci-dessus, et LGal(L/F)=F d'après la propriété 3. Ainsi, l'application qui à H associe LH est bien une bijection, sa bijection réciproque étant l'application qui à tout corps intermédiaire F associe le sous-groupe Gal(L/F) de G.

### Démonstration de la troisième proposition
L'extension LH de K est galoisienne si et seulement si H est un sous-groupe normal de G. Alors, le groupe de Galois de cette extension est isomorphe au groupe quotient G/H.
Soient F et H se correspondant par la bijection ci-dessus, donc F = LH et H = Gal(L/F).
D'après la propriété 5 ci-dessus, F est toujours séparable sur K. Il s'agit donc de démontrer que :
(1) Si F est une extension normale de K alors il existe un morphisme surjectif de G dans Gal(F/K) de noyau H.
(2) Si H est un sous-groupe normal de G alors F est une extension normale de K.
Démontrons (1).
Comme F est supposé normal sur K, tout élément de G laisse F stable. Ceci permet de définir une application ψ de G dans Gal(F/K) qui à g associe sa restriction à F. Cette application est clairement un morphisme de groupes de noyau H. D'après la propriété 5 ci-dessus, L est séparable sur F, ce qui permet d'appliquer la propriété 4 : tout élément de Gal(F/K) se prolonge en un morphisme de L dans Ω, qui (par normalité de L sur K) est en fait un élément de G. Ainsi, ψ est surjectif.
Démontrons (2).
Un rapide calcul permet de constater que via la bijection de la deuxième proposition, l'action naturelle de G sur l'ensemble des corps intermédiaires correspond à l'action de G sur ses sous-groupes par conjugaison, c.-à-d. :
Par conséquent, si H est normal dans G alors F est stable par tout élément de G. Cela suffit pour affirmer que F est normal sur K. En effet, soit f un morphisme de F dans Ω laissant K invariant. À nouveau d'après les propriétés 5 et 4 ci-dessus, f s'étend en un élément g de G, d'où f(F) = g(F) = F.

## Référence
1. ↑  N. Bourbaki, Algèbre, chap. 5, § 7.